# Nabídka majetku státu
Nabídka majetku státu (NMS) je elektronický systém provozovaný Úřadem pro zastupování státu ve věcech majetkových (ÚZSVM) sloužící k nabízení státního majetku státním institucím a k nabízení nepotřebného státního majetku veřejnosti. Obsahuje tři základní sekce – nabídky pro státní instituce, nabídky připravované a nabídky pro veřejnost.

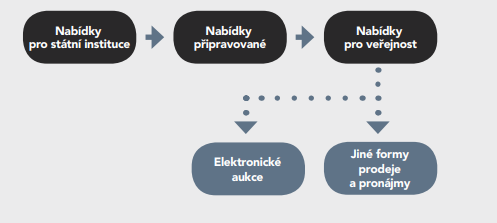
Základní struktura systému Nabídka majetku státu

Nabídky pro veřejnost obsahují také výběrová řízení s elektronickou aukcí (elektronické aukce), které ÚZSVM spustil k 1. únoru 2018. Jedná se o historicky první státní elektronický aukční systém prodeje nepotřebného státního majetku. Nejprve byl systém spuštěn pro prodej movitého majetku a následně byla 1. listopadu 2018 přidána možnost prodeje nemovitostí. ÚZSVM připravil elektronický aukční systém vlastními silami bez externích dodavatelů.
Veřejnost má možnost online nakupovat, sledovat průběh i výsledky aukcí. Elektronický aukční systém posiluje transparentnost a veřejnou kontrolu při nakládání se státním majetkem. Od 1. listopadu 2018 zpřístupnil ÚZSVM elektronický aukční systém všem organizačním složkám státu a státním institucím, všechny nabídky od 420 státních institucí jsou tak uveřejňovány na jednom místě. Organizační složky státu a státní instituce mají díky ÚZSVM větší šanci nabízený majetek prodat. 
Od 1. června 2019 vešla v účinnost novela vyhlášky č. 62/2001 Sb., která stanovuje povinnost státním institucím inzerovat nabídky nepotřebného státního majetku i přes web NMS. Od spuštění systému do konce roku 2019 navštívilo stránky elektronických aukcí přes 687 tisíc unikátních uživatelů a uskutečnilo se celkem 5 577 aukcí. Získaná částka z prodejů činila 185,2 milionu korun.